# 嘉義市各級學校列表
本列表為列舉嘉義市現有的各級學校。在1982年升格為省轄市時，計有國中8所、國小20所、公私立幼兒園28所；另有專科學校3所、公私立高級中等學校15所。

## 大專院校
| # | 學校名稱                         | 學校地址                                                                                                | 網址                                           |
| 1 | 國立嘉義大學                     | 嘉義市東區學府路300號（蘭潭校區） 嘉義市東區林森東路151號（林森校區） 嘉義市西區新民路580號（新民校區） | http://www.ncyu.edu.tw/ （页面存档备份，存于） |
| # | 大同技術學院（嘉義校區）         | 嘉義市東區彌陀路253號                                                                                   | http://www.ttc.edu.tw/ （页面存档备份，存于）  |
| 2 | 崇仁醫護管理專科學校（嘉義校區） | 嘉義市東區盧厝里紅毛埤217號                                                                             | http://www.cjc.edu.tw/ （页面存档备份，存于）  |

## 高級中等學校
| #  | 學校名稱                           | 學校類型 | 學校地址                       | 網址                                               |
| 1  | 國立嘉義高級中學                   | 普通型   | 嘉義市東區大雅路2段738號       | http://www.cysh.cy.edu.tw/ （页面存档备份，存于）  |
| 2  | 國立嘉義女子高級中學               | 普通型   | 嘉義市西區垂楊路243號          | http://www.cygsh.cy.edu.tw/ （页面存档备份，存于） |
| 3  | 嘉義市私立興華高級中學             | 普通型   | 嘉義市東區林森東路239號        | http://www.hhsh.cy.edu.tw/ （页面存档备份，存于）  |
| 4  | 嘉義市私立仁義高級中學             | 普通型   | 嘉義市東區鹿寮里紅毛埤125之1號 | http://www.zysh.cy.edu.tw/ （页面存档备份，存于）  |
| 5  | 嘉義市私立嘉華高級中學             | 普通型   | 嘉義市東區民權東路45號         | http://www.chsh.cy.edu.tw/ （页面存档备份，存于）  |
| 6  | 嘉義市私立天主教輔仁高級中學       | 普通型   | 嘉義市東區吳鳳南路270號        | http://www.fjsh.cy.edu.tw/ （页面存档备份，存于）  |
| 7  | 嘉義市私立宏仁高級中等學校         | 普通型   | 嘉義市東區忠孝路667號          | http://163.27.11.10/ （页面存档备份，存于）        |
| 8  | 嘉義市私立天主教立仁高級中學       | 普通型   | 嘉義市東區立仁路235號          | http://www.ligvs.cy.edu.tw/ （页面存档备份，存于） |
| 9  | 國立嘉義高級商業職業學校           | 技術型   | 嘉義市東區中山路7號            | http://www.cyvs.cy.edu.tw/ （页面存档备份，存于）  |
| 10 | 國立嘉義高級工業職業學校           | 技術型   | 嘉義市東區彌陀路174號          | http://www.cyivs.cy.edu.tw/ （页面存档备份，存于） |
| 11 | 國立嘉義高級家事職業學校           | 技術型   | 嘉義市東區市宅街57號           | http://www.cyhvs.cy.edu.tw/ （页面存档备份，存于） |
| 12 | 國立華南高級商業職業學校           | 技術型   | 嘉義市東區光彩街69號           | https://www.hnvs.cy.edu.tw/（页面存档备份，存于）  |
| 13 | 嘉義市私立東吳高級工業家事職業學校 | 技術型   | 嘉義市東區宣信街252號          | http://www.dwvs.cy.edu.tw/ （页面存档备份，存于）  |
| 14 | 國立嘉義特殊教育學校               | 特殊教育 | 嘉義市西區世賢路二段123號      | http://www.cymrs.cy.edu.tw/ （页面存档备份，存于） |

## 國民中學
| # | 學校名稱                 | 學校地址                    | 網址                                              |
| 1 | 嘉義市立嘉義國民中學     | 嘉義市東區圓福街86號        | http://www.cyjh.cy.edu.tw/ （页面存档备份，存于） |
| 2 | 嘉義市立大業實驗國民中學 | 嘉義市東區大業街57號        | http://www.dyjh.cy.edu.tw/ （页面存档备份，存于） |
| 3 | 嘉義市立北興國民中學     | 嘉義市東區博東路262號       | http://www.psjh.cy.edu.tw/ （页面存档备份，存于） |
| 4 | 嘉義市立南興國民中學     | 嘉義市東區芳安路111號       | http://www.nsjh.cy.edu.tw/ （页面存档备份，存于） |
| 5 | 嘉義市立蘭潭國民中學     | 嘉義市東區民権東路32號      | http://www.ltjh.cy.edu.tw/ （页面存档备份，存于） |
| 6 | 嘉義市立北園國民中學     | 嘉義市西區北社尾路166巷12號 | http://www.pyjh.cy.edu.tw/ （页面存档备份，存于） |
| 7 | 嘉義市立民生國民中學     | 嘉義市西區新民路601號       | http://www.msjh.cy.edu.tw/ （页面存档备份，存于） |
| 8 | 嘉義市立玉山國民中學     | 嘉義市西區友忠路1號         | http://www.ysjh.cy.edu.tw/ （页面存档备份，存于） |

## 國民小學
| #  | 學校名稱                     | 所在地區 | 學校地址                            | 網址                                                 |
| 1  | 國立嘉義大學附設實驗國民小學 | 東區     | 嘉義市東區林森東路46號              | http://www.ncyes.ncyu.edu.tw/ （页面存档备份，存于） |
| 2  | 嘉義市蘭潭國民小學           | 東區     | 嘉義市東區小雅路419號               | http://www.ltes.cy.edu.tw/ （页面存档备份，存于）    |
| 3  | 嘉義市民族國民小學           | 東區     | 嘉義市東區民族路235號               | http://www.mtes.cy.edu.tw/ （页面存档备份，存于）    |
| 4  | 嘉義市林森國民小學           | 東區     | 嘉義市東區林森東路346號             | http://www.lses.cy.edu.tw/ （页面存档备份，存于）    |
| 5  | 嘉義市文雅國民小學           | 東區     | 嘉義市東區文雅街2號                 | http://www.wyes.cy.edu.tw/ （页面存档备份，存于）    |
| 6  | 嘉義市宣信國民小學           | 東區     | 嘉義市東區宣信街266號               | http://www.sses.cy.edu.tw/ （页面存档备份，存于）    |
| 7  | 嘉義市崇文國民小學           | 東區     | 嘉義市東區垂楊路241號               | http://www.cwes.cy.edu.tw/ （页面存档备份，存于）    |
| 8  | 嘉義市嘉北國民小學           | 東區     | 嘉義市東區嘉北街65號                | http://www.cpes.cy.edu.tw/ （页面存档备份，存于）    |
| 9  | 嘉義市精忠國民小學           | 東區     | 嘉義市東區林森東路840號             | http://www.gces.cy.edu.tw/ （页面存档备份，存于）    |
| 10 | 嘉義市興安國民小學           | 東區     | 嘉義市東區興安街35號                | http://www.haes.cy.edu.tw/ （页面存档备份，存于）    |
| 11 | 嘉義市大同國民小學           | 西區     | 嘉義市西區成功街15號                | http://www.ttes.cy.edu.tw/ （页面存档备份，存于）    |
| 12 | 嘉義市世賢國民小學           | 西區     | 嘉義市西區世賢路一段687號           | http://www.shes.cy.edu.tw/ （页面存档备份，存于）    |
| 13 | 嘉義市北園國民小學           | 西區     | 嘉義市西區北湖里北社尾路168號       | http://www.pyes.cy.edu.tw/ （页面存档备份，存于）    |
| 14 | 嘉義市志航國民小學           | 西區     | 嘉義市西區光路里三鄰世賢路四段141號 | http://www.ches.cy.edu.tw/ （页面存档备份，存于）    |
| 15 | 嘉義市博愛國民小學           | 西區     | 嘉義市西區友愛路822號               | http://www.paes.cy.edu.tw/ （页面存档备份，存于）    |
| 16 | 嘉義市育人國民小學           | 西區     | 嘉義市西區育人路211號               | http://www.ynes.cy.edu.tw/ （页面存档备份，存于）    |
| 17 | 嘉義市垂楊國民小學           | 西區     | 嘉義市西區垂楊路605號               | http://www.cyes.cy.edu.tw/ （页面存档备份，存于）    |
| 18 | 嘉義市興嘉國民小學           | 西區     | 嘉義市西區重慶路51號                | http://www.sces.cy.edu.tw/ （页面存档备份，存于）    |
| 19 | 嘉義市僑平國民小學           | 西區     | 嘉義市西區徳安路10號                | http://www.gpes.cy.edu.tw/ （页面存档备份，存于）    |
| 20 | 嘉義市港坪國民小學           | 西區     | 嘉義市西區港坪里四維路63號          | http://www.gpps.cy.edu.tw/ （页面存档备份，存于）    |

## 幼兒園

### 東區
- 公立
  - 1.嘉義市立吳鳳幼兒園(1915)：嘉義市東區中央里中山路260號
  - 2.嘉義市立復國幼兒園(1957)：嘉義市東區華南里公明路37-1號
  - 3.嘉義市林森國民小學附設幼兒園(1988)：嘉義市東區新店里林森東路346號
  - 4.嘉義市精忠國民小學附設幼兒園(1990)：嘉義市東區圳頭里林森東路840號
  - 5.嘉義市民族國民小學附設幼兒園(2001)：嘉義市東區民族里民族路235號
  - 6.嘉義市蘭潭國民小學附設幼兒園：嘉義市東區蘭潭里小雅路419號
  - 7.嘉義市宣信國民小學附設幼兒園(2002)：嘉義市東區新開里宣信街266號
  - 8.嘉義市嘉北國民小學附設幼稚園(2020)：嘉義市東區仁義里嘉北街65號
  - 9.國立嘉義大學附設實驗國民小學附設幼兒園(1974)：嘉義市東區林森里林森東路46號
- 非營利
  - 10.嘉義市銀河非營利幼兒園：嘉義市東區豐年里垂楊路241號
  - 11.嘉義市橡木子非營利幼兒園：嘉義市東區博東路262號
- 準公共
  - 12.戴德森醫療財團法人職工福利委員會附設嘉義市私立嘉基幼兒園：嘉義市東區台斗街263之33之1號1樓
  - 13.國立嘉義高級家事職業學校附設嘉義市私立幼兒園：嘉義市東區新開里體育路7號
  - 14.嘉義市私立和睦幼兒園 ：嘉義市東區興村里過溪91號
  - 15.嘉義市私立貝萊登幼兒園：嘉義市東區林森東路539號
  - 16.嘉義市私立恩光幼兒園：嘉義市東區光華路39號
  - 17.嘉義市私立銘華幼兒園：嘉義市東區軍輝路100號
  - 18.財團法人天主教會嘉義教區附設嘉義市私立仁愛幼兒園：嘉義市東區林森東路635號
  - 19.嘉義市私立桑尼種子幼兒園：嘉義市東區吳鳳南路319號
- 私立
  - 20.嘉義市私立育志幼兒園：嘉義市東區長榮街142號
  - 21.嘉義市私立東之寶幼兒園：嘉義市東區大雅路一段368巷72號
  - 22.嘉義市私立雨果幼兒園：嘉義市東區博東路238號
  - 23.嘉義市私立小魚幼兒園：嘉義市東區台斗街41號
  - 24.嘉義市私立種子幼兒園：嘉義市東區大雅路二段386巷18號
  - 25.嘉義市私立中正幼兒園：嘉義市東區中山路123號
  - 26.嘉義市私立慈幼幼兒園：嘉義市東區林森東路269巷56號
  - 27.嘉義市私立優肯幼兒園：嘉義市東區啟明路3號、垂楊路2之1號
  - 28.財團法人天主教聖言會附設嘉義市私立輔仁幼兒園：嘉義市東區吳鳳南路268號
  - 29.嘉義市私立中國娃娃幼兒園：嘉義市東區博東路152巷32號
  - 30.嘉義市私立佳北幼兒園： 2760111 嘉義市東區忠孝路572之11號
  - 31.嘉義市私立諾爾堡幼兒園：嘉義市東區大雅路一段858巷36號一樓
  - 32.嘉義市私立林肯幼兒園：嘉義市東區維新路191號
  - 33.嘉義市私立天欣幼兒園：嘉義市東區吳鳳南路547巷2號
  - 34.財團法人天主教會嘉義教區附設嘉義市私立景仁幼兒園：嘉義市東區忠孝路505號
  - 35.私立東吳高級工業家事職業學校附設嘉義市幼兒園：嘉義市東區宣信街252號
  - 36.財團法人台灣聖公會附設嘉義市私立聖彼得幼兒園：嘉義市東區興中街8號
  - 37.財團法人嘉義市私立榮光幼兒園：嘉義市東區共和路236號
  - 38.嘉義市私立華特幼兒園：嘉義市東區大雅路二段234巷27號

### 西區
- 公立
  - 1.嘉義市博愛國民小學附設幼兒園(1989)：嘉義市西區湖邊里友愛路822號
  - 2.嘉義市大同國民小學附設幼兒園(1979)：嘉義市西區導明里成功街15號
  - 3.嘉義市立幸福幼兒園(2018)：嘉義市西區光路里16鄰民生南路363號
  - 4.嘉義市北園國民小學附設幼兒園(2000)：嘉義市西區北湖里北社尾路168號
  - 5.嘉義市育人國民小學附設幼兒園(2001)：嘉義市西區港坪里育人路211號
  - 6.嘉義市垂楊國民小學附設幼兒園：嘉義市西區垂楊里垂楊路605號
  - 7.嘉義市世賢國民小學附設幼兒園(2000)：嘉義市西區保福里世賢路一段687號
- 非營利
  - 8.財團法人伊甸社會福利基金會附設嘉義市私立小橘子非營利幼兒園：嘉義市西區德安路10號
- 準公共
  - 9.嘉義市私立北興幼兒園：嘉義市西區北新里5鄰海口寮路119號
  - 10.嘉義市私立教之道幼兒園：嘉義市西區遠東街128號1-3樓
  - 11.嘉義市私立信義幼兒園：嘉義市西區福民里漢口路163號
  - 12.嘉義市私立精英幼兒園：嘉義市西區泰瑞四街3號
  - 13.嘉義市私立愛兒幼兒園：嘉義市西區重慶路307號
  - 14.嘉義市私立小叮噹幼兒園：嘉義市西區通化二街53號
  - 15.嘉義市私立小狀元幼兒園：嘉義市西區信義路83巷21號 
    - 私立

  - 16.嘉義市私立陽光幼兒園：嘉義市西區自由路211號
  - 17.嘉義市私立愛兒堡幼兒園：嘉義市西區世賢路二段67 號
  - 18.嘉義市私立伯士鹿幼兒園：嘉義市西區世賢路二段361號
  - 19.嘉義市私立吉尼爾幼兒園：嘉義市西區世賢路一段578號
  - 20.嘉義市私立想像幼兒園：嘉義市西區世賢路三段401號
  - 21.嘉義市私立磐石幼兒園：嘉義市西區國華街138號
  - 22.嘉義市私立幼華幼兒園：嘉義市西區友忠路721號
  - 23.嘉義市私立佳寶幼兒園：嘉義市西區新建街95巷12號
  - 24.嘉義市私立百合幼兒園：嘉義市西區蘭州四街89號
  - 25.嘉義市私立孩子國幼兒園：嘉義市西區四維路287號
  - 26.嘉義市私立育光幼兒園：嘉義市西區康樂街360號
  - 27.財團法人天主教會嘉義教區附設嘉義市私立正義幼兒園：嘉義市西區民生北路92號
  - 28.嘉義市私立忠樺幼兒園：嘉義市西區松江三街52號
  - 29.嘉義市私立大能力幼兒園：嘉義市西區仁愛路142號
  - 30.嘉義市私立美的幼兒園：嘉義市西區八德路160號
  - 31.嘉義市私立綠光森林幼兒園：嘉義市西區北社尾674之5號1-3樓
  - 32.財團法人中華基督教嘉義浸信會附設嘉義市私立慈光幼兒園：嘉義市西區文化路81號
  - 33.嘉義市私立優上美幼兒園：嘉義市西區上海路266號

## 社區大學
| # | 機構名稱                       | 機構地址                  | 網址                                            |
| 1 | 嘉義市社區大學                 | 嘉義市民生南路363號       | http://www.cycuclub.org/ （页面存档备份，存于） |
| 2 | 佛光山博愛社區大學（南華學館） | 嘉義市博愛路二段241號     | http://www.nan-hua.org/ （页面存档备份，存于）  |
| 3 | 國立中正大學（清江學習中心）   | 嘉義市西區世賢路四段120號 | http://www.ccu.edu.tw/ （页面存档备份，存于）   |

## 已停辦學校
- 嘉義市私立神州高級中學進修學校（1989年創校，2005年廢校）
- 嘉義市私立大同高級商業職業學校（1961年創校，2015年廢校）
- 大同技術學院（1963年創校，2022年停辦）[3]